# 伊比德羅拉
伊贝尔德罗拉公司（西班牙語發音：[iβerˈðɾola]）是一家西班牙跨国电力公司，总部位于西班牙毕尔巴鄂。 Iberdrola 拥有约 4.1 万名员工，为约 3430 万客户提供服务。 子公司包括 Iberdrola España （西班牙）、S.A.U.、ScottishPower（英国）、Avangrid（美国）、Neoenergia, S.A.（巴西）、Iberdrola Mexico, SA de CV（墨西哥）、Iberdrola Energía Internacional, S.A.U（国际业务）。
伊比德羅拉公司是全球最大的风力发电企业，也是全球市值第二大的电力公司。截至 2023 年，公司运营的发电能力为 62045 兆瓦，其中 41246 兆瓦来自全球的可再生能源。

## 历史
伊比利亚电力公司成立于 1992 年 11 月 1 日，由西班牙两家著名的电力公司 Hidroeléctrica Española (Hidrola) 和 Iberduero 合并而成。 这两家公司起源于 20 世纪早期的西班牙工业化进程，其中伊比利亚电力公司（后来成为伊比利亚杜罗公司的一部分）由工程师胡安-德-乌鲁蒂亚于 1901 年在毕尔巴鄂创建，而西班牙电力公司则由其股东于 1907 年创建，为马德里和巴伦西亚提供电力。
伊比利亚水电公司最初与杜罗盐湖城公司（Saltos del Duero）合作，后者于 1935 年率先建成了全国第一座水电站--里科巴约水电站。西班牙内战（1936-1939 年）和第二次世界大战扰乱了该行业，损坏了设施，抑制了发展。但在战后，电力行业寻求振兴和扩张。20 世纪末，伊贝尔德罗拉开始了国际探索，尤其是在拉丁美洲。值得一提的是，2007 年，苏格兰电力公司（ScottishPower）和东方能源公司（Energy East，后更名为伊比德罗拉美国公司）并入伊比德罗拉集团。
2009 年 1 月，伊比德羅拉赢得葡萄牙政府的特许权，开发四座大坝，即 Gouvães、Daivões、Alto Tâmega 和 Padroselos，预计总成本为 15 亿欧元（17.4 亿美元）。现在，塔梅加水电综合体项目涉及三个发电厂的建设：Gouvães、Daivões 和 Alto Tâmega，总装机容量为 1,158 兆瓦。
2011 年，伊比德羅拉公司收购了巴西配电公司 Elektro，从而大举进军南美能源市场。
2013 年，848 兆瓦的 La Muela 电站（位于巴伦西亚的 Cortes de Pallás）竣工，这是欧洲最大的抽水蓄能水电站之一。
2015 年，该公司承诺到 2030 年将二氧化碳排放量减少 50%，并于 2017 年底宣布打算关闭全球所有燃煤发电厂。伊贝尔德罗拉公司宣布投资总额为 470 亿欧元，其中可再生能源投资为 170 亿欧元，到 2025 年将可再生能源发电能力增加 12100 兆瓦，达到 52000 兆瓦（光伏发电 6300 兆瓦，陆上风电 3100 兆瓦，海上风电 1800 兆瓦，电池 700 兆瓦，水电 200 兆瓦）。
2015 年，伊比德羅拉美国公司与 UIL 控股公司合并，成立了一家多元化的能源和公用事业公司 Avangrid。在伊比德罗拉的控制下，该公司包括总部位于康涅狄格州的能源公司 United Illuminating，使伊比德罗拉进一步巩固了其在美国能源行业的地位。
2017 年，位于德国波罗的海的 350 兆瓦海上风电场 Wikinger 在年底并入国家电网，并于 2018 年投入使用。该项目为约 35 万户家庭提供可再生能源电力，约占梅克伦堡-前波莫瑞州能源需求的 20%。
2018 年 12 月，伊比德罗拉集团通过其子公司 Neoenergia 在巴西建造了 Baixo Iguaçu 发电站。该设施装机容量超过 350 兆瓦，为 100 万人口提供可再生能源。
2020 年 1 月，500 兆瓦努涅斯-德巴尔博亚光伏设施进入测试阶段。
2020 年，伊贝尔德罗拉公司收购了 Infigen 能源公司，标志着其进入澳大利亚可再生能源市场。此次收购包括 1000 兆瓦的詹姆斯山风电场，这是世界上最大的风电场之一。4 月，伊比德罗拉公司通过其巴西子公司 Neoenergia，特别是通过 Bahia Geração de Energia，赢得了电力分销商 CEB Distribuição 私有化的国际竞争。此次收购使伊比利亚电力公司进一步巩固了其在巴西能源市场的地位。
今年 5 月，伊比德羅拉 收购了法国可再生能源公司 Aalto Power，进一步扩大了其在欧洲的可再生能源业务。该交易价值 1.07 亿美元（1 亿欧元），使 Iberdrola 得以增强其在法国的可再生能源能力，并为其更广泛的欧洲业务做出贡献。
同年 9 月，伊比德羅拉公司收购了日本的 Acacia Renewables 公司，从而向亚洲可再生能源市场迈出了战略性的一步。通过此次收购和一项开发协议，伊比德罗拉公司扩大了其在日本的可再生能源开发能力。
2022 年，伊比德罗拉公司全球最大的海上风电项目--总装机容量达 2,900 兆瓦的英国东安格利亚枢纽（East Anglia Hub）项目启动，能够为 270 万英国家庭提供清洁能源。
2022 年 10 月，伊贝尔德罗拉公司在澳大利亚奥古斯塔港的风光互补发电厂投入运营。奥古斯塔港可再生能源园区是世界上第一个风光互补发电厂。该发电厂位于南澳大利亚州，由一个 210 兆瓦容量的风电场和一个 107 兆瓦的光伏发电厂组成。
2022 年 5 月，公司在西班牙 Puertollano 开设了一家新的绿色制氢厂，由绿色制氢厂和专用光伏发电厂组成。普埃尔托拉诺绿色制氢厂包括一个 100 兆瓦的太阳能光伏发电厂、一个储电量为 20 兆瓦时的锂离子电池系统和世界上最大的电解制氢系统之一（20 兆瓦）。
该公司与阿布扎比的马斯达尔公司建立了战略合作伙伴关系，将于 2023 年夏季在德国波罗的海共同开发 476 兆瓦的波罗的海之鹰海上风电场。
2023 年 8 月，伊比德羅拉选择西班牙 Windar Renovables 公司为波罗的海德国段 315 兆瓦 Windanker 海上风电场生产过渡部件。该项目是伊比德罗拉公司在波罗的海的第三个海上风电场，将进一步加强公司在德国的波罗的海中心。该项目计划于 2026 年开始商业运营。

### 主席
Iberdrola 公司及其前身 Hidrola 公司和 Iberduero 公司历任董事长包括 Lucas de Urquijo y Urrutia、José Luis de Oriol y Urigüen、Fernando María de Ybarra、José María de Oriol y Urquijo、Íñigo de Oriol e Ybarra、Pedro de Careaga y Baseabe、Pedro de Areitio 和 Manuel Gómemeo、José María de Oriol y Urquijo、Íñigo de Oriol e Ybarra、Pedro de Careaga y Baseabe、Pedro de Areitio 和 Manuel Gómez de Pablos，他们分别主持了公司不同阶段的演变和发展。
最近，从 1992 年开始，伊尼戈-德奥里尔-伊巴拉（Iñigo de Oriol e Ybarra），以及从 2005 年开始的何塞-伊格纳西奥-桑切斯-加兰（Jose Ignacio Sanchez Galan）先后领导伊比利亚-德罗拉公司。

## 主要业务领域

### 可再生能源
伊比德羅拉公司二十多年前开始投资可再生能源，如今已成为世界领先企业，致力于向低排放经济转型，到 2023 年将有 41250 兆瓦的可再生能源投入运营，7100 兆瓦正在建设中。 2023-2025 年间，该国计划投资 470 亿欧元，其中 170 亿欧元将用于可再生能源，并将可再生能源发电能力从 12 100 兆瓦增加到 2025 年的 52 000 兆瓦（6300 兆瓦光伏发电、3100 兆瓦陆上风电、1800 兆瓦海上风电、700 兆瓦电池和 200 兆瓦水电）。
伊比德羅拉集团的可再生能源部门负责利用可再生能源发电和销售：陆上发电厂、水力发电厂、小型水力发电厂、太阳能发电厂、核能发电厂、联合循环燃气发电厂以及热电联产发电厂，这些发电厂分布在 40 个国家，主要在欧洲、北美和拉丁美洲。

### 海上和陆上风能
伊比德羅拉是全球陸上風力發電领域的领导者，拥有 20,000 兆瓦和 400 多个陆上风电场。公司计划将该技术的装机容量增加 3100 兆瓦。
伊比德羅拉一直强调海上风电是其业务的关键载体，截至 2023 年，公司已投入运营的海上风电装机容量达 1.3 千兆瓦，另外还有 5,500 兆瓦的在建装机容量，将在 2027 年之前投入运营。 此外，公司还在波兰、瑞典、爱尔兰、美国、巴西、菲律宾和日本等全球各地涉足海上风电活动，从而将其海上风电投资组合扩大到令人印象深刻的 30 千兆瓦。
法国圣布里厄项目是一个海上风电场，共有 62 台涡轮机，总发电量为 496 兆瓦，占地 75 平方公里，距海岸 16 公里。每台涡轮机的发电量为 8 兆瓦，整个风电场可为 83.5 万人提供充足的清洁电力。
伊比德羅拉在德国的可再生能源领域取得了长足进步，波罗的海的几个项目就是例证。350 兆瓦的 Wikinger 风电场已投入运营，476 兆瓦的波罗的海之鹰项目正在建设中，将为约 475,000 户家庭供电，300 兆瓦的 Windanker 项目正在开发中。这些投资项目是 37 亿欧元投资的一部分，凸显了伊比德羅拉对扩大其可再生能源组合的承诺，目标是到 2026 年实现超过 1.1 GW 的发电量。
另一个风能项目是位于马萨诸塞州的 Vineyard Wind I，这是伊比德羅拉在美国的首个海上风电场，拥有 800 兆瓦的发电能力。该项目能够满足 40 多万户家庭的能源需求，为利用可再生能源满足居民用电需求做出了重大贡献。
伊比德羅拉扩大了在美国可再生能源领域的业务范围，正在开发三个海上风电项目，包括位于玛莎葡萄园附近的 Park City Wind 和 Commonwealth Wind， 以及东海岸外大陆架的另一个项目。
2022 年，伊比德罗拉公司在英国启动了东安格利亚枢纽项目，该项目包括已经投入运营的东安格利亚一号电站，以及目前正在开发的另外两个电站，即东安格利亚二号电站和东安格利亚三号电站。项目建成后，装机容量将达到 2,900 兆瓦。这个大型项目将为约 270 万个英国家庭提供清洁能源，在提供广泛的可再生能源解决方案方面迈出了重要一步。 此外，在英国，位于英格兰西北海岸的 West of Duddon Sands 是一个海上风电场，装机容量为 389 兆瓦。
苏格兰电力公司（Scottish Power）通过获得三个项目的海底权，扩大了其海上风力发电能力，达到 10GW 以上，壳牌公司（Shell）在浮式风力发电技术方面的参与引人注目。

### 太阳能
伊比德羅拉在 2023 年前的光伏发电装机容量将超过 4500 兆瓦，位于西班牙的欧洲最大光伏电站 Francisco Pizarro 就证明了 Iberdrola 对可再生能源的承诺，该电站装机容量为 553 兆瓦，可为 33.4 万户家庭提供清洁能源。

### 绿色氢气
伊比德罗拉公司利用可再生能源驱动的电解技术，大力参与绿色氢气生产，在八个国家开展了 60 个项目。 这些项目强调工业和重型运输部门的电气化和去碳化，展示了公司对全球可持续能源发展的承诺。
伊比德羅拉公司在绿色制氢领域表现突出，尤其是其在西班牙的 Puertollano 工厂，该工厂是欧洲最大的工业用氢气生产厂，集成了一个 100 兆瓦的太阳能发电厂和一个重要的 20 兆瓦电解装置，每年可减少排放 48,000 吨二氧化碳。此外，该公司还在巴塞罗那开展业务，并与西班牙的 Fertiberia 和 TMB 合作，继续探索绿色氢气、合成氨和甲醇等在建项目的更多潜力。

### 水力发电
公司在全球的装机容量超过 14,000 兆瓦，支持这种发电方式。 塔梅加水电综合体项目包括三个发电厂的建设：Gouvães、Daivões 和 Alto Tâmega，总装机容量为 1,158 兆瓦。

### 台灣產業布局
2019 年 9 月，伊比德羅拉宣布在台湾新建三个海上风电开发项目，潜在发电能力约为 6 千兆瓦（GW），继续拓展其在亚太地区的业务。 这些项目被命名为大中布海上风电项目、国风海上风电项目和巨岛海上风电项目，将位于台湾西海岸的台中、彰化和澎湖县海域。
伊比德羅拉于 2021 年在台北設立分公司，并已进入台湾蓬勃发展的可再生能源市场，重点开发两个大型海上风力发电项目，总发电量接近 1 千兆瓦。这两个项目包括位于台中市附近的 1.2 千兆瓦大涌布项目和位于彰化与澎湖海域交汇处的 350 兆瓦国风项目，均计划于 2029 年投入运营。伊比德罗拉公司拥有一支专门的、完全本地化的项目团队和一个专注于供应链本地化的部门，强调其对台湾的长期承诺，与各利益相关方合作，优化海上风电对该地区社会经济和环境的影响。

### 网格
伊比德罗拉公司网络部专门从事各种电力基础设施的建设、运营和维护，负责监管一个庞大的配电系统--截至 2023 年，该系统是世界上最大的配电系统之一，拥有 120 万公里的输电线路、4500 个变电站和 160 万台变压器，向全球 3400 多万个地点供电。 Iberdrola 还通过其全球智能电网创新中心在智能电网领域开拓创新，彰显了其在全球范围内推进电力基础设施 和技术发展的承诺，尤其是参与了苏格兰和英格兰东北部之间的海底输电 ，以及连接巴西米纳斯吉拉斯州和圣保罗州的 1,700 公里电力线路（其全球最大的电网项目）等重大项目。

## 外部連結
- 官方网站